# Tonina Torrielli

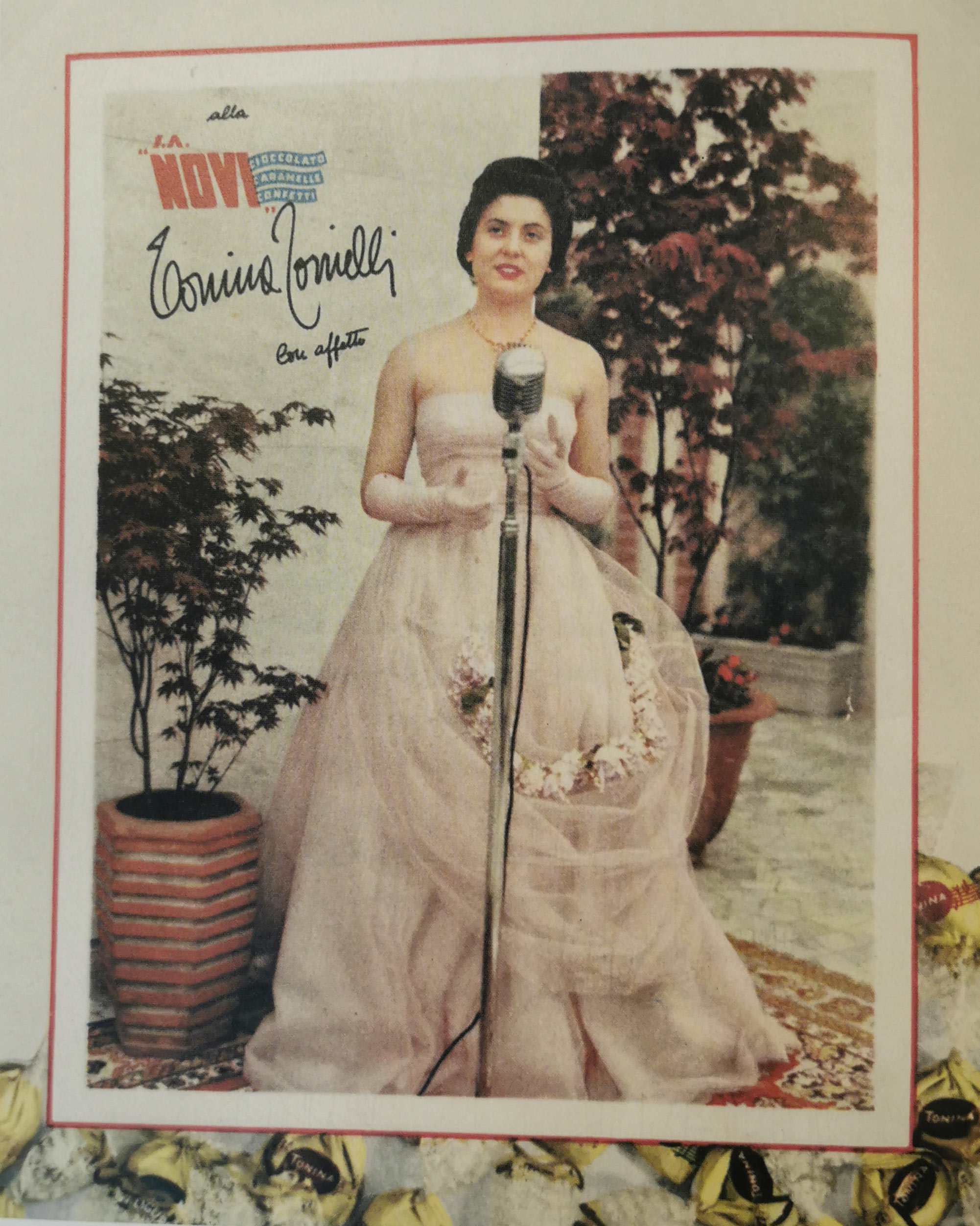

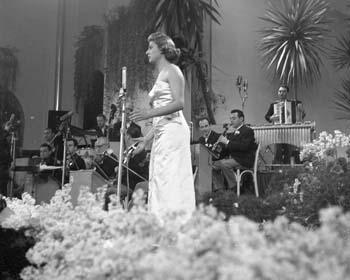
Tonina Torrielli no Festival de Sanremo 1958

Tonina Torrielli (Serravalle Scrivia, 22 de março de 1934) é uma cantora Italiana.
Em 1956, Tonina Torrielli representou a Itália no primeiro Festival Eurovisão da Canção com a canção "Amami se vuoi" (Ama-me se quiseres). Naquela altura, o festival foi emitido essencialmente via rádio, e apenas o vencedor foi revelado (a Suíça).

## Ligações Externas
- IMDb.com - Tonina Torrielli